# 福慕
教宗福慕 （拉丁語：Formosus PP.；約816年—896年4月4日）於891年10月6日至896年4月4日出任教宗。
他较短暫的教宗任期成為他的災難，他的遺體被繼任者教宗斯德望六世挖掘出來進行審判，這就是臭名昭著的殭屍審判。

## 译名列表
- 福慕：香港天主教教區檔案　歷任教宗作福慕。